# Rasmus Guldhammer
Rasmus Guldhammer Poulsen (Vejle, 9 maart 1989) is een Deens voormalig wielrenner.

## Carrière
Guldhammer werd in 2006 Deens kampioen in de ploegentijdrit bij de junioren, samen met Morten Birck Reckweg en Ricky Enø Jørgensen en derde in de individuele tijdrit. Hij werd daarnaast derde in het eindklassement van de Luxemburgse wedstrijd GP Général Patton voor junioren.
In 2007 werd hij nogmaals Deens juniorenkampioen in de ploegentijdrit, ditmaal met Jørgensen en Christopher Juul-Jensen en won ook de normale wegwedstrijd.
In 2009 werd hij derde in de Grote Prijs van Portugal, tweede in de Ronde van Vlaanderen voor beloften en won hij Luik-Bastenaken-Luik voor beloften. Hij werd nationaal kampioen bij de Deense beloften en won de ploegentijdrit voor eliterenners, met Jens-Erik Madsen, Troels Vinther, Jonas Aaen Jørgensen, Daniel Kreutzfeldt en zijn oudere broer Thomas Guldhammer. Deze resultaten leidde tot een profcontract bij de Amerikaanse formatie Team HTC-Columbia van onder meer Mark Cavendish en André Greipel. Hij bleef hier slechts één jaar. In de jaren die volgden wisselde Guldhammer geregeld van ploeg maar kwam veelal uit in Deense dienst. In 2019 stopte hij als professioneel wielrenner.

## Overwinningen
2006
 Deens kampioen ploegentijdrijden, Junioren
2007
 Deens kampioen op de weg, Junioren
 Deens kampioen ploegentijdrijden, Junioren
2e etappe 3-Etappen-Rundfahrt
Eindklassement 3-Etappen-Rundfahrt
2009
1e en 2e etappe Grote Prijs van Portugal
Luik-Bastenaken-Luik, Beloften
 Deens kampioen op de weg, Beloften
 Deens kampioen ploegentijdrijden, Elite
2011
2e etappe deel B Triptyque des Monts et Châteaux
2014
4e en 5e etappe Ronde van Loir-et-Cher
Hadeland GP
2017
2e etappe Circuit des Ardennes
Sundvolden GP
Ringerike GP
4e etappe Kreiz Breizh Elites

## Reultaten in voornaamste wedstrijden
| Jaar | Amstel Gold Race | Luik-Bast.‑Luik | Waalse Pijl | Parijs-Tours | Bretagne Classic |  | WK op de weg |
| ---- | ---------------- | --------------- | ----------- | ------------ | ---------------- |  | ------------ |
| 2010 |                  | opgave          | opgave      |              |                  |  |              |
| 2014 |                  |                 |             | opgave       |                  |  |              |
| 2015 | 37e              | 88e             |             |              | 9e               |  | opgave       |

## Ploegen
- 2008 –  Team Designa Køkken
- 2009 –  Team Capinordic
- 2010 –  Team HTC-Columbia
- 2011 –  Team Concordia Forsikring-Himmerland
- 2012 –  Christina Watches-Onfone
- 2013 –  Blue Water Cycling
- 2014 –  Team TreFor-Blue Water
- 2014 –  Tinkoff-Saxo (stagiair)
- 2015 –  Cult Energy Pro Cycling
- 2016 –  Stölting Service Group
- 2017 –  Team Virtu Cycling[a]
- 2018 –  Team Waoo
- 2019 –  Team Waoo

1. ↑  Tot halverwege september heette de ploeg Team VéloCONCEPT, maar nadat Jan Bech Andersen een derde van de aandelen van het Riis Seier Project overnam werd de naam veranderd.

Albasini ·
Bak ·
Cavendish ·
Dockx ·
Eisel ·
Ghyselinck ·
Goss ·
Grabsch ·
Greipel ·
Gretsch ·
Guldhammer ·
Hansen ·
Howard ·
Lewis ·
Martin ·
Monfort ·
Pinotti ·
Raboň ·
Renshaw ·
Reynés ·
Rogers ·
Roulston ·
Saramotins ·
Sieberg ·
Siwtsow ·
van Garderen ·
M. Velits ·
P. Velits
Andersen · Clausen · Foder Holm · von Folsach · Guldhammer · Mygind · Nielsen · Pedersen · Plesner · Quaade · Rahbek · Riis · Vorre Louring
Beltrán · Bennati · Boaro · Breschel · Contador · Hansen · Hernández · Juul-Jensen · Kolář · Kreuziger · Kroon · Kump · Majka · McCarthy · Mørkøv · Paulinho · Petrov · Pires · Poljański · Roche · Rogers · Rovny · C.A. Sørensen · N. Sørensen · Sutherland · Tosatto · Troesov · Valgren · Zaugg · Guldhammer (stagiair)
Carbel · Downing · Gerdemann · Guldhammer · Hník · Kirsch · Larsson · Lemarchand · Mager · Mortensen · Pedersen · Quaade · Reihs · Vinther · Wegmann · Zangerlé
Andersen · Asgreen · Egholm · Fløtten · Guldhammer · Honoré · Jeppesen · Kamp · Krigbaum · Langballe · Larsen · Schultz · Veyhe